# Aeroportul Coeur d'Alene
Aeroportul Coeur d'Alene (IATA: COE, ICAO: KCOE, FAA LID: COE) este un aeroport din Idaho, Statele Unite ale Americii ce deservește zona Coeur d'Alene. Aeroportul a fost tranzitat în 2019 de 212 pasageri. A fost numit după zona deservită.
Situat la o altitudine de 707 m, aeroportul dispune de 2 piste.

## Infrastructură

### Piste
Aeroportul dispune de 2 piste. Pista 02/20 are suprafața de asfalt și dimensiunile 5.400 picioare × 75 picioare. Pista 06/24 are suprafața de asfalt și dimensiunile 7.400 picioare × 100 picioare. 